# Hydroglyphus vitchumwii
Hydroglyphus vitchumwii är en skalbaggsart som först beskrevs av Gschwendtner 1935.  Hydroglyphus vitchumwii ingår i släktet Hydroglyphus och familjen dykare. Inga underarter finns listade i Catalogue of Life.